# Lex Genucia
Lex Genucia (pl. Leges Genuciae) ou Lex Genucia de feneratione foi uma (ou mais de uma) lei aprovada em 342 a.C. pelo tribuno da plebe Lúcio Genúcio. Ela cobria diversos tópicos diferentes e é possível que tenham sido leis diferentes, todas conhecidas como "Lex Genucia".

## História
A Lex Genucia bania empréstimos com cobrança de juros, que logo caiu em desuso, proibia que um magistrado ocupasse duas magistraturas simultaneamente ou dentro de um intervalo de dez anos e, finalmente, requeria que pelo menos um dos dois cônsules fosse um plebeu, a única das três que continuou a ser respeitada.
O primeiro cônsul plebeu homem novo — Lúcio Sêxtio Laterano foi eleito cônsul ainda antes da Lex Genucia, em 366 a.C., mas ele era de um ramo plebeu de uma gente patrícia — foi Lúcio Volúmnio Flama Violente, em 307 a.C.. A primeira vez que os dois cônsules foram plebeus foi em 172 a.C, com a eleição de Públio Élio Lígure e Caio Popílio Lenas.